# ねこのしっぽ (雑誌)
ねこのしっぽは、日本出版社から『Vコミック』の増刊号として発行されていた、猫の写真や猫をテーマにした漫画などを扱った雑誌。隔月刊であり、発売日は奇数月の16日だった。
2004年1月16日創刊、2012年1月16日発行の3月号（第44号）をもって終刊。